# Alain Delissen
Alain Delissen est un historien français spécialiste de la Corée coloniale (1905-1945), directeur d'études à l'École des hautes études en sciences sociales.

## Biographie
Ancien élève de l'École normale supérieure, il est titulaire d'une licence de géographie et d'une autre de coréen. Agrégé d’histoire, il obtient un doctorat d'histoire en 1994 à l’École des hautes études en sciences sociales, avec une thèse menée sous la direction d'Augustin Berque sur Séoul, Kim Sugùn et le groupe Konggan 1960-1990 – Identité nationale et paysage urbain en Corée du Sud.
Étudiant à l'ENS (Lettres 85), il est doctorant au Centre de recherches sur le Japon, à l'EHESS, de 1985 à 1988, puis dans l'équipe d'études coréennes CNRS-Paris 7 de 1988 à 1992. Membre de l'Institut d'Asie orientale, il est ensuite ATER au département d'histoire de l'université Lumière Lyon 2 de 1992 à 1994. Il entre au CNRS en 1994 avec un projet sur les villes de la Corée coloniale avant de devenir maître de conférences à l'EHESS (Centre de Recherches sur la Corée) en 1995. Il y est, depuis 2006, directeur d'études.
Directeur de l'UMR Corée (CNRS-EHESS) en 2006-2007, il a dirigé l'UMR Chine, Corée, Japon (CNRS-EHESS) de 2008 à 2011.
De 2011 à 2021, il est directeur de l'Institut d'Études Coréennes du Collège de France.
Ses travaux portent sur l'histoire moderne de la ville de Séoul (XVIIe-XXIe siècle), sur les histoires et historiographies de la Corée au XXe siècle et sur l'histoire sociale et culturelle de la Corée coloniale (1910-1945).